# دانشگاه بلخ
دانشگاه بلخ دانشگاهی دولتی در شهرِ مزار شریفِ بلخ افغانستان است. دانشگاه بلخ با داشتن ۱۶ دانشکده، ۴۳۰ استاد و بیشتر از ۱۸٬۰۰۰ دانشجو یکی از بزرگترین دانشگاه‌های شمال افغانستان است. این دانشگاه در سال ۱۳۶۶ هجری شمسی تأسیس گردیده، در سال‌های اخیر، برنامه‌های ماستری در رشته اقتصاد و ادبیات دری نیز در دانشگاه بلخ ایجاد گردیده و چند دور فارغ‌التحصیل داده‌است. ورزش، دسترسی به تکنالوژی جدید، ایجاد، توسعه و انکشاف زیربناها از اهداف این دانشگاه مطابق قانون تحصیلات عالی و قانون اساسی افغانستان است.
چاپ و انتشار مجله علمی با عنوان «مجله علمی بلخ» و «معرفت» که در هر دو به انتشار آثار و تحقیقات استادان می‌پردازد. دانشگاه بلخ دارای ماهنامه «چشم‌انداز» (روزنامه خبری، فرهنگی و تحلیلی دانشگاه بلخ) و ماهنامه «ژورنالیزم بلخ» (چشم‌انداز دیپارتمنت ژورنالیزم) است.
دانشجویان به کتابخانه دانشگاه دسترسی دارند. علاوه بر این، دانشگاه دارای امکانات اختصاصی برای ورزش، تربیت بدنی و رویدادهای ورزشی است.
دولت پاکستان به عنوان بخشی از کمک‌های خود به بازسازی افغانستان، با افزودن دانشکده مهندسی لیاقت علی خان، یک بلوک جداگانه با هزینه ۱۰ میلیون دلار که در سال ۲۰۱۲ تکمیل شد، این دانشگاه را گسترش داد.

## پیشینه
دانشگاه بلخ در شهر مزار شریف افغانستان است. دانشگاه بلخ در سال ۱۹۸۷ (میلادی) بنیاد شده و اکنون با حدود ۱۸٬۰۰۰ محصل، سومین دانشگاه بزرگ افغانستان پس از دانشگاه کابل و دانشگاه هرات است.

## دانشکده‌ها
- دانشکده زراعت
- دانشکده تعلیم و تربیه
- دانشکده پزشکی
- دانشکده اقتصاد
- دانشکده ساینس
- دانشکده ویترنری
- دانشکده انجنیری
- دانشکده اداره عامه
- دانشکده زبان و ادبیات
- دانشکده روزنامه‌نگاری
- دانشکده کمپیوتر ساینس
- دانشکده حقوق و علوم سیاسی

## استادان دانشگاه بلخ

### دانشکده تعلیم‌ و تربیه
پوهنیار روزالدین ساعد رئیس
دیپارتمنت فارسی دری
آمر دیپارتمنت محمد ابراهیم رهیاب
پوهنوال محمدهمایون حیران
پوهنوال سراج الدین ضیایی
پوهندوی نازی حسن میرزاد
پوهنمل مرسل شهرزاد
پوهنمل دوکتور شفیع الله سالک
پوهنیار حمیدالله خیرخواه
پوهنیار امرالله محمدی
پوهنیار ساجده مقیم
دیپارتمنت ریاضی
پوهاند دوکتور احمد خالد موحد
پوهنمل مصطفی قادری آمردیپارتمنت
پوهنمل زهرا رفعت
پوهنمل محمد اصغر انوری
نامزدپوهنیار جاوید مایار
نامزد پوهنیار شبانه ولی‌زاده
دیپارتمنت کیمیا
پوهندوی خلیل احمد اسحق زوی
پوهنیار عبدالصبور ایثار
پوهنیار ابو مسلم رحیمی
پوهنیار نجیبه
پوهنیار مرتضی شفیق
دیپارتمنت فزیک
پوهندوی فایقه رسولی
پوهندوی سورگل کشمیری
پوهندوی مجیب الله محبوب
پوهنیار مختار دانشور
نامزد پوهنیار اسماعیل احساس
دیپارتمنت بیولوژی
پوهاند شکیبا فقیری
پوهاند مونسه حبیبی
پوهندوی محمد کریم سلطانی
پوهنمل نظیف الله اندیشمند
نامزد پوهنیار عبدالحفیظ مجیدی
دیپارتمنت پشتو
دیپارتمنت فرهنگ و علوم اسلامی
دیپارتمنت تاریخ

### دانشکده انجنیری معادن و محیط زیست
پوهندوی عبدالخلیل خلیل رئیس دانشکده 
پوهنوال غلام ابوبکر شریفی 
پوهنمل مصطفی اورمر
پوهنیار فرید احمد  محمدی
پوهنیار وزیر احمد فوشنجی 
پوهنیار شمس الدین کمال 
نامزد پوهنیار واحد زمان لطیفی 
نامزد پوهنیار برکت الله راسخ
نامزد پوهنیار روح الله فیاض 
نامزد پوهنیار عبدالقهار امیری 
نامزد پوهنیار طالب حسینی 
نامزد پوهنیار رمضان پارسا 

### دانشکده اقتصاد
عبدالجلیل نیکجو رئیس دانشکده
فدا محمد فرزام
مسعود اکبری (فولبرایتر)
همایون الله احسان
عبدالکبیر عزیزی
خلیل مرات
پوهنیار اکرمی

### دانشکده روزنامه‌نگاری
پوهنمل سکندر میهن‌یار رئیس دانشکده
پوهنمل محمد عیسی سخاوتی آمر دیپارتمنت ارتباطات
پوهنیار اسماء رزما
پوهنمل مصطفی حبیبی
پوهنیار عبدالحمید صفوت
پوهنیار سباون خپلواک
نامزد پوهنیار ادیبه صادق
نامزد پوهنیار ترانه ارغندیوال
نامزد پوهنیار صمیم شکور زاده
نامزد پوهنیار سجاد احمد عاصم
نامزد پوهنیار محمدزاهد بهاند آمر دیپارتمنت روابط عمومی
نامزد پوهنیار محمدالدین کبریا آمر دیپارتمنت ژورنالیزم

### دانشکده زبان و ادبیات
فیض الله ذکی رئیس دانشکده زبان و ادبیات
پوهاند دکتر محمد صالح راسخ آمر برنامه ماستری
پوهنوال عبدالجبار شیخ‌زاده
پوهنوال عبدالظاهر رشیدی
پوهنوال فیض الله نصری
پوهندوی شیرمحمد جوینده (آمر دیپارتمنت فارسی دری)
پوهندوی محمدفهیم کریمی
پوهنمل نبیلا خرم
پوهنمل محمدعمر قانونی
پوهنمل دکتر فتانه بدخش
دیپارتمنت پشتو
دیپارتمنت عربی
دیپارتمنت انگلیسی
دیپارتمنت اوزبیکی

## دانش‌آموختگان برتر
دانشکده روزنامه‌نگاری
دیپارتمنت روابط عمومی
حیات الله حسینی
دانشکده اقتصاد
دیپارتمنت اقتصاد ملی
احمد فؤاد کوهی
سید نجیب الله هاشمی
عاصم الله عصمتی
بسم الله جویا
انیل الرحمن